# Leandro Gomes de Barros
Leandro Gomes de Barros (Pombal, 19 de novembro de 1865 — Recife, 4 de março de 1918) foi um poeta de literatura de cordel brasileiro.
Em 19 de novembro é comemorado o "Dia do Cordelista", em homenagem ao nascimento de Leandro Gomes de Barros.

## Biografia
É considerado como o primeiro escritor brasileiro de literatura de Cordel, tendo escrito aproximadamente 240 obras. No seu tempo, era cognominado "O Primeiro sem Segundo", e ainda é considerado o maior poeta popular do Brasil de todos os tempos, autor de vários clássicos e campeão absoluto de vendas, com muitos folhetos que ultrapassam a casa dos 3 milhões de exemplares vendidos.
Compôs obras-primas que eram utilizadas em obras de outros grandes autores, como por exemplo Ariano Suassuna que em sua peça Auto da Compadecida, se inspirou em dois de seus folhetos: "O Dinheiro", também chamado de "O testamento do cachorro" e "O cavalo que defecava dinheiro".
Depois de fundar uma pequena gráfica, em 1906, seus folhetos se espalharam pelo Nordeste, sendo considerado por Câmara Cascudo o mais lido dos escritores populares.
Em 1909, Leandro Gomes de Barros publicou seus poemas na seção "Lyra Popular" no jornal O Rebate de Juazeiro do Norte, Ceará.
Inspirado em poemas medievais, escreveu o romance Batalha de Oliveiros contra Ferrabrás, inspirado nos romances de cavalaria conhecidos como Ciclo Carolíngio ou Matéria de França.
Segundo Carlos Drummond de Andrade, Leandro Gomes de Barros foi "o rei da poesia do sertão e do  Brasil".
Segundo Permínio Ásfora, teria sido preso no ano de  1918 porque o chefe de polícia considerou afronta  às autoridades alguns dos versos da obra O Punhal e a Palmatória,  trama que tratava de um senhor de engenho assassinado por um homem em quem teria dado uma surra e deixando-o sangrando os olhos.
Sebastião Nunes Batista, no entanto, em Antologia da Literatura de Cordel (Fundação José Augusto, Natal, 1977) dá como causa da morte do cordelista a gripe espanhola (influenza).
É o patrono da cadeira numero um da Academia Brasileira de Literatura de Cordel.
A estrofe considerada desrespeitosa de O Punhal e a Palmatória é:
| “ | Nós temos cinco governos O primeiro o federal O segundo o do Estado Terceiro o municipal O quarto a palmatória E o quinto o velho punhal | ” |

Leandro morreu dia 4 de março de 1918, vitimado pela gripe espanhola, em Recife aos 52 anos.

## Obras
- O cachorro dos mortos
- O cavalo que defecava dinheiro
- História de Juvenal e o Dragão
- História do Boi Misterioso

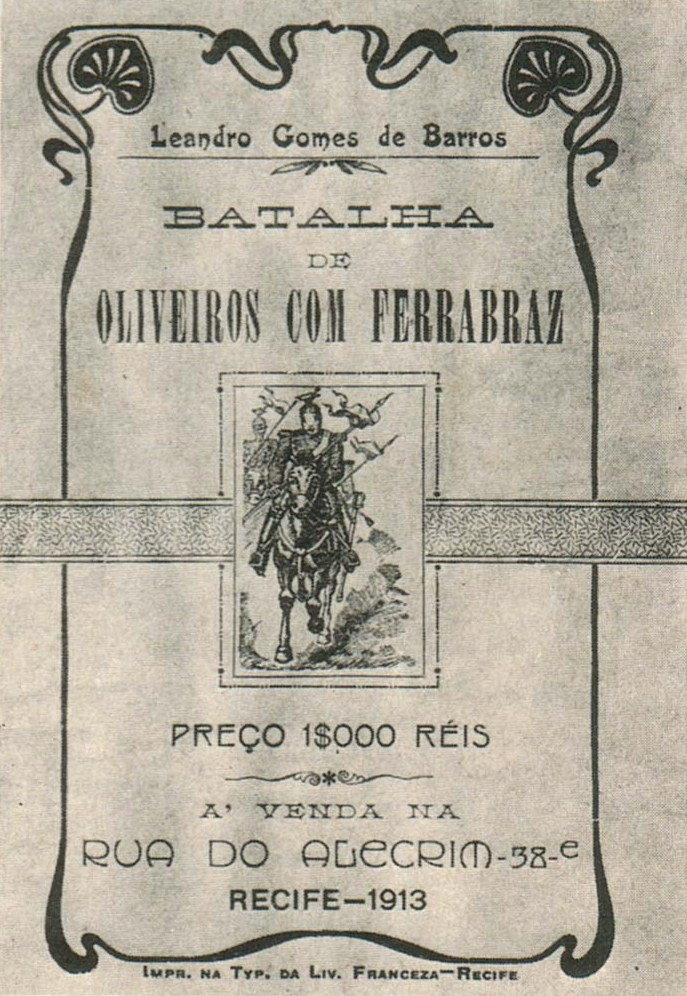
Capa do famoso cordel: Batalha de Oliveiros com Ferrabraz, edição de 1913.

- Batalha de Oliveiros com Ferrabrás
- Branca de Neve e o Soldado Guerreiro
- A Confissão de Antônio Silvino
- A Vida de Pedro Cem
- Os Sofrimentos de Alzira
- Como Antônio Silvino Fez o Diabo Chocar
- História de João da Cruz
- Vida e Testamento de Cancão de Fogo
- A Mulher Roubada
- Suspiros de um Sertanejo
- O soldado Jogador
- Donzela Teodora